# Roofvliegen
Roofvliegen (Asilidae) zijn een familie van tweevleugeligen met ca. 7100 beschreven soorten. 

## Kenmerken
Alle roofvliegen hebben 3 'bijogen' (ocelli) tussen hun twee facetogen, sterke spinachtige poten en een 'borstelsnor'. De lichaamslengte varieert van 0,3 tot 5 centimeter.

## Leefwijze
Met hun korte sterke zuigsnuit (proboscis) steken zij hun prooi en spuiten neurotoxische en proteolytische enzymen naar binnen die hun prooi verlammen en hun ingewanden doen verteren. De roofvlieg zuigt vervolgens de vloeibaar geworden inhoud van zijn slachtoffer door de zuigsnuit naar binnen. 
De larven leven onder het schors van dode bomen en in verrot hout in bossen en langs de oevers van rivieren en beken. Net als de volwassen dieren leven zij van andere insecten en insectenlarven.
Vaak verorberen de vrouwtjes de mannetjes na of tijdens de paring, zoals bij de hoornaarroofvlieg het geval is.

## Geslachten
De volgende geslachten, verdeeld naar onderfamilie, worden in de familie geplaatst:
- Onderfamilie Apocleinae
  - Albibarbefferia Artigas & Papavero, 1997
  - Alcimus Loew, 1848
  - Amblyonychus Hermann, 1921
  - Anacinaces Enderlein, 1914
  - Apoclea Macquart, 1838
  - Apotinocerus Hull, 1962
  - Aridefferia Artigas & Papavero, 1997
  - Aristofolia Ayala Landa, 1978
  - Atractocoma Artigas, 1970
  - Blepharotes Duncan, 1840
  - Carinefferia Artigas & Papavero, 1997
  - Carreraomyia Cole, 1969
  - Cerozodus Bigot, 1857
  - Cratolestes Hull, 1962
  - Ctenodontina Enderlein, 1914
  - Dasophrys Loew, 1858
  - Dysclytus Loew, 1858
  - Eccritosia Schiner, 1866
  - Efferia Coquillet, 1893
  - Eicherax Bigot, 1857
  - Eichoichemus Bigot, 1857
  - Eraxasilus Carrera, 1959
  - Eremonotus Theodor, 1980
  - Furcilla Martin, 1975
  - Gibbasilus Londt, 1986
  - Glaphyropyga Schiner, 1866
  - Hippomachus Engel, 1927
  - Labromyia Hull, 1962
  - Lecania Macquart, 1838
  - Leptoharpacticus Lynch Arribálzaga, 1880
  - Lochmorhynchus Engel, 1930
  - Lycoprosopa Hull, 1962
  - Mallophora Macquart, 1838
  - Martintella Artigas, 1996
  - Megalometopon Artigas & Papavero, 1995
  - Megaphorus Bigot, 1857
  - Myaptex Hull, 1962
  - Myaptexaria Artigas & Papavero, 1995
  - Neolophonotus Engel, 1925
  - Neotes Artigas & Papavero, 1995
  - Nerax Hull, 1962
  - Nevadasilus Artigas & Papavero, 1995
  - Nomomyia Artigas, 1970
  - Pararatus Ricardo, 1913
  - Philodicus Loew, 1847
  - Pogonioefferia Artigas & Papavero, 1997
  - Polyphonius Loew, 1848
  - Proctacanthella Bromley, 1934
  - Proctacanthus Macquart, 1838
  - Proctophoroides Artigas & Papavero, 1995
  - Promachella Cole & Pritchard, 1964
  - Promachus Loew, 1848
  - Regasilus Curran, 1931
  - Rhadinosoma Artigas, 1970
  - Robertomyia Londt, 1990
  - Synolcus Loew, 1858
  - Taurhynchus Artigas & Papavero, 1995
  - Triorla Parks, 1968
  - Tsacasia Artigas & Papavero, 1995
  - Tuberculefferia Artigas & Papavero, 1997
  - Wilcoxius Martin, 1975
  - Wygodasilus Artigas & Papavero, 1995
  - Yksdarhus Hradský & Hüttinger, 1983
  - Zoticus Artigas, 1970
- Onderfamilie Asilinae
  - Abrophila Daniels, 1987
  - Afroepitriptus Lehr, 1992
  - Afromochtherus Lehr, 1996
  - Albicoma Lehr, 1986
  - Anarmostus Loew, 1860
  - Aneomochtherus Lehr, 1996
  - Antipalus Loew, 1849
  - Antiphrisson Loew, 1849
  - Artigasus Özdikmen, 2010, nomen novum voor Menexenus Artigas, 1970 non Stål, 1875 (Phasmatodea)[3]
  - Asilella Lehr, 1970
  - Asiloephesus Lehr, 1992
  - Asilopsis Cockerell, 1920
  - Asilus Linnaeus, 1758
  - Asiola Daniels, 1977
  - Astochia Becker, 1913
  - Caenoura Londt, 2002
  - Cerdistus Loew, 1849
  - Chilesus Bromley, 1932
  - Clephydroneura Becker, 1925
  - Cnodalomyia Hull, 1962
  - Colepia Daniels, 1987
  - Congomochtherus Oldroyd, 1970
  - Conosiphon Becker, 1923
  - Cratopoda Hull, 1962
  - Dicropaltum Martin, 1975
  - Didysmachus Lehr, 1996
  - Dikowmyia Londt, 2002
  - Diplosynapsis Enderlein, 1914
  - Dolopus Daniels, 1987
  - Dysmachus Loew, 1860
  - Dystolmus Lehr, 1996
  - Eccoptopus Loew, 1860
  - Echthistus Loew, 1849
  - Engelepogon Lehr, 1992
  - Epiklisis Becker, 1925
  - Epipamponeurus Becker, 1919
  - Erax Scopoli, 1763
  - Erebunus Richter, 1966
  - Eremisca Hull, 1962
  - Esatanas Lehr, 1986
  - Etrurus Lehr, 1992
  - Eutolmus Loew, 1848
  - Filiolus Lehr, 1967
  - Gongromyia Londt, 2002
  - Heligmonevra Bigot, 1858
  - Hoplopheromerus Becker, 1925
  - Irianjaya Kocak & Kemal, 2009
  - Ktyr Lehr, 1967
  - Ktyrimisca Lehr, 1967
  - Kurzenkoiellus Lehr, 1995
  - Leinendera Carrera, 1945
  - Leleyellus Lehr, 1995
  - Lestophonax Hull, 1962
  - Lochyrus Artigas, 1970
  - Lycomya Bigot, 1857
  - Machimus Loew, 1849
  - Machiremisca Lehr, 1996
  - Mauropteron Daniels, 1987
  - Melouromyia Londt, 2002
  - Mercuriana Lehr, 1988
  - Minicatus Lehr, 1992
  - Negasilus Curran, 1934
  - Neoaratus Ricardo, 1913
  - Neocerdistus Hardy, 1926
  - Neoepitriptus Lehr, 1992
  - Neoitamus Osten Sacken, 1878
  - Neomochtherus Osten Sacken, 1878
  - Nigrasilus Hine, 1908
  - Notomochtherus Londt, 2002
  - Nyssomyia Hull, 1962
  - Odus Lehr, 1986
  - Oldroydiana Lehr, 1996
  - Oligoschema Becker, 1926
  - Orophotus Becker, 1925
  - Pamponerus Loew, 1849
  - Paramochtherus Theodor, 1980
  - Pashtshenkoa Lehr, 1995
  - Phileris Tsacas & Weinberg, 1976
  - Philonicus Loew, 1849
  - Polacantha Martin, 1975
  - Polysarca Schiner, 1866
  - Polysarcodes Paramonov, 1937
  - Porasilus Curran, 1934
  - Premochtherus Lehr, 1996
  - Prolatiforceps Martin, 1975
  - Pseudoeremisca Lehr, 1986
  - Pseudophrisson Dürrenfeldt, 1968
  - Pteralbis Ayala Landa, 1981
  - Reburrus Daniels, 1987
  - Reminasus Lehr, 1979
  - Rhadiurgus Loew, 1849
  - Satanas Jacobson, 1908
  - Senoprosopis Macquart, 1838
  - Sphagomyia Londt, 2002
  - Stenasilus Carrera, 1960
  - Stilpnogaster Loew, 1849
  - Stizolestes Hull, 1962
  - Strophipogon Hull, 1958
  - Templasilus Peris, 1957
  - Theodoria Hradský & Hüttinger, 1984
  - Theodoriana Lehr, 1987
  - Threnia Schiner, 1868
  - Tolmerus Loew, 1849
  - Trichomachimus Engel, 1934
  - Tsacasiella Lehr, 1996
  - Turkiella Lehr, 1996
  - Ujguricola Lehr, 1970
  - Valiraptor Londt, 2002
  - Wyliea Martin, 1975
  - Zosteria Daniels, 1987
- Onderfamilie Dasypogoninae
  - Aczelia Carrera, 1955
  - Allopogon Schiner, 1866
  - Alvarenga Carrera, 1960
  - Annamyia Pritchard, 1941
  - Aphamartania Schiner, 1866
  - Apolastauroides Artigas & Papavero, 1988
  - Apothechyla Hull, 1962
  - Araripogon Grimaldi, 1990
  - Araucopogon Artigas & Papavero, 1988
  - Archilaphria Enderlein, 1914
  - Aspidopyga Carrera, 1949
  - Aterpogon Hardy, 1930
  - Austenmyia Carrera, 1955
  - Austrosaropogon Hardy, 1934
  - Bamwardaria Hradský, 1983
  - Blepharepium Rondani, 1848
  - Brachyrhopala Macquart, 1847
  - Brevirostrum Londt, 1980
  - Cabasa Walker, 1851
  - Caroncoma Londt, 1980
  - Chryseutria Hardy, 1928
  - Chrysopogon Roeder, 1881
  - Chylophaga Hull, 1962
  - Cleptomyia Carrera, 1949
  - Comantella Curran, 1923
  - Cophura Osten Sacken, 1887
  - Cyrtophrys Loew, 1851
  - Dakinomyia Hardy, 1934
  - Daptolestes Hull, 1962
  - Dasypogon Meigen, 1803
  - Deromyia Philippi, 1865
  - Diogmites Loew, 1866
  - Erythropogon White, 1914
  - Hodophylax James, 1933
  - Lastaurina Curran, 1935
  - Lastaurus Loew, 1851
  - Leptarthrus Stephens, 1829
  - Lestomyia Williston, 1884
  - Macrocolus Engel, 1930
  - Megapoda Macquart, 1834
  - Metalaphria Ricardo, 1912
  - Molobratia Hull, 1958
  - Neocyrtopogon Ricardo, 1912
  - Neoderomyia Artigas, 1971
  - Neodiogmites Carrera, 1949
  - Neosaropogon Ricardo, 1912
  - Nicocles Jaennicke, 1867
  - Omninablautus Pritchard, 1935
  - Opseostlengis White, 1914
  - Palaeomolobra Hull, 1962
  - Paraphamartania Engel, 1930
  - Parataracticus Cole, 1924
  - Parateropogon Hull, 1962
  - Pegesimallus Loew, 1858
  - Phonicocleptes Lynch Arribálzaga, 1881
  - Pronomopsis Hermann, 1912
  - Pseudorus Walker, 1851
  - Questopogon Dakin & Fordham, 1922
  - Rachiopogon Ricardo, 1912
  - Saropogon Loew, 1847
  - Senobasis Macquart, 1838
  - Stenocinclis Scudder, 1878
  - Stizochymus Hull, 1962
  - Taracticus Loew, 1872
  - Thereutria Loew, 1851
  - Theromyia Williston, 1891
  - Theurgus Richter, 1966
  - Tocantinia Carrera, 1955
- Onderfamilie Dioctriinae
  - Aplestobroma Hull, 1957
  - Bohartia Hull, 1958
  - Broticosia Hull, 1957
  - Dicolonus Loew, 1866
  - Dioctria Meigen, 1803
  - Echthodopa Loew, 1866
  - Eudioctria Wilcox & Martin, 1941
  - Hermannomyia Oldroyd, 1980
  - Hullia Paramonov, 1964
  - Metadioctria Wilcox & Martin, 1941
  - Nannodioctria Wilcox & Martin, 1942
  - Parastenopogon Paramonov, 1964
- Onderfamilie Laphriinae
  - Adelodus Hermann, 1912
  - Afromelittodes Oldroyd & Bruggen, 1963
  - Amathomyia Hermann, 1912
  - Andrenosoma Rondani, 1856
  - Anoplothyrea Meijere, 1914
  - Anypodetus Hermann, 1907
  - Aphestia Schiner, 1866
  - Aphistina Oldroyd, 1972
  - Aphractia Artigas & Papavero & Serra, 1991
  - Atomosia Macquart, 1838
  - Atomosiella Wilcox, 1937
  - Atoniomyia Hermann, 1912
  - Atractia Macquart, 1838
  - Bathropsis Hermann, 1912
  - Borapisma Hull, 1957
  - Bromotheres Hull, 1962
  - Cenochromyia Hermann, 1912
  - Cerotainia Schiner, 1868
  - Cerotainiops Curran, 1930
  - Choerades Walker, 1851
  - Chymedax Hull, 1958
  - Clariola Kertész, 1901
  - Cryptomerinx Enderlein, 1914
  - Ctenota Loew, 1873
  - Cyanonedys Hermann, 1912
  - Cyphomyiactia Artigas & Papavero & Serra, 1991
  - Dasylechia Williston, 1907
  - Dasyllina Bromley, 1935
  - Dasyllis Loew, 1851
  - Dasythrix Loew, 1851
  - Despotiscus Bezzi, 1928
  - Dichaetothyrea Meijere, 1914
  - Dissmeryngodes Hermann, 1912
  - Epaphroditus Hermann, 1912
  - Eumecosoma Schiner, 1866
  - Gerrolasius Hermann, 1920
  - Goneccalypsis Hermann, 1912
  - Hodites Hull, 1962
  - Hybozelodes Hermann, 1912
  - Hyperechia Schiner, 1866
  - Ichneumolaphria Carrera, 1951
  - Joartigasia Martinez & Martinez, 1974
  - Katharma Oldroyd, 1959
  - Laloides Oldroyd, 1972
  - Lampria Macquart, 1838
  - Lamprozona Loew, 1851
  - Lamyra Loew, 1851
  - Laphria Meigen, 1803
  - Laphyctis Loew, 1859
  - Laphystotes Oldroyd, 1974
  - Laxenecera Macquart, 1838
  - Loewinella Hermann, 1912
  - Lycosimyia Hull, 1958
  - Mactea Richter & Mamaev, 1976
  - Maira Schiner, 1866
  - Nannolaphria Londt, 1977
  - Neophoneus Williston, 1889
  - Notiolaphria Londt, 1977
  - Nusa Walker, 1851
  - Oidardis Hermann, 1912
  - Opeatocerus Hermann, 1912
  - Opocapsis Hull, 1962
  - Orthogonis Hermann, 1914
  - Pagidolaphria Hermann, 1914
  - Phellopteron Hull, 1962
  - Pilica Curran, 1931
  - Pilophoneus Londt, 1988
  - Pogonosoma Rondani, 1856
  - Proagonistes Loew, 1858
  - Protoloewinella Schumann, 1984
  - Prytania Oldroyd, 1974
  - Pseudonusa Joseph & Parui, 1989
  - Rhatimomyia Lynch Arribálzaga, 1882
  - Rhopalogaster Macquart, 1834
  - Smeryngolaphria Hermann, 1912
  - Stiphrolamyra Engel, 1928
  - Storthyngomerus Hermann, 1919
  - Strombocodia Hermann, 1912
  - Systropalpus Hull, 1962
  - Tricella Daniels, 1975
- Onderfamilie Laphystiinae
  - Acrochordomerus Hermann, 1920
  - Apoxyria Schiner, 1866
  - Asicya Lynch Arribálzaga, 1880
  - Chrysotriclis Artigas & Papavero & Costa, 1995
  - Cochleariocera Artigas & Papavero & Costa, 1995
  - Cormansis Walker, 1851
  - Cymbipyga Artigas & Papavero & Costa, 1995
  - Glyphotriclis Hermann, 1920
  - Gymnotriclis Artigas & Papavero & Costa, 1995
  - Helolaphyctis Hermann, 1920
  - Hexameritia Speiser, 1920
  - Hoplistomerus Macquart, 1838
  - Hoplotriclis Hermann, 1920
  - Laphygmolestes Hull, 1962
  - Laphystia Loew, 1847
  - Macahyba Carrera, 1947
  - Martinia Hull, 1962
  - Nyximyia Hull, 1962
  - Perasis Hermann, 1905
  - Protometer Artigas & Papavero & Costa, 1995
  - Psilocurus Loew, 1874
  - Scytomedes Röder, 1882
  - Torebroma Hull, 1957
  - Trichardis Hermann, 1906
  - Trichardopsis Oldroyd, 1958
  - Triclioscelis Roeder, 1900
  - Triclis Loew, 1851
  - Udenopogon Becker, 1913
  - Zabrops Hull, 1957
- Onderfamilie Leptogastrinae
  - Ammophilomima Enderlein, 1914
  - Apachekolos Martin, 1957
  - Beameromyia Martin, 1957
  - Dolichoscius Janssens, 1953
  - Eurhabdus Aldrich, 1923
  - Euscelidia Westwood, 1849
  - Lagynogaster Hermann, 1917
  - Lasiocnemus Loew, 1851
  - Leptogaster Meigen, 1803
  - Leptopteromyia Williston, 1907
  - Lobus Martin, 1972
  - Mesoleptogaster Frey, 1937
  - Ophionomima Enderlein, 1914
  - Psilonyx Aldrich, 1923
  - Schildia Aldrich, 1923
  - Sinopsilonyx Hsia, 1949
  - Systellogaster Hermann, 1926
  - Tipulogaster Cockerell, 1913
- Onderfamilie Ommatiinae
  - Cophinopoda Hull, 1958
  - Emphysomera Schiner, 1866
  - Merodontina Enderlein, 1914
  - Michotamia Macquart, 1838
  - Ommatius Wiedemann, 1821
  - Pseudomerodontina Joseph & Parui, 1976
  - Stenommatius Matsumura, 1916
  - Thallosia Oldroyd, 1970
- Onderfamilie Stenopogoninae
  - Ablautus Loew, 1866
  - Acnephalum Macquart, 1838
  - Acronyches Williston, 1908
  - Afroholopogon Londt, 1994
  - Afroscleropogon Londt, 1999
  - Agrostomyia Londt, 1994
  - Alyssomyia Hull, 1962
  - Ammodaimon Londt, 1985
  - Amphisbetetus Hermann, 1906
  - Anarolius Loew, 1844
  - Anasillomos Londt, 1983
  - Ancylorhynchus Berthold, 1827
  - Anisopogon Roeder, 1881
  - Araujoa Artigas & Papavero, 1991
  - Archilestris Loew, 1874
  - Archilestroides Artigas & Papavero, 1991
  - Argyrochira Richter, 1968
  - Astylopogon Meijere, 1913
  - Aymarasilus Artigas, 1974
  - Backomyia Wilcox & Martin, 1957
  - Bana Londt, 1992
  - Bathypogon Loew, 1851
  - Callinicus Loew, 1872
  - Carebaricus Artigas & Papavero, 1991
  - Ceraturgus Wiedemann, 1824
  - Codula Macquart, 1850
  - Coleomyia Wilcox & Martin, 1935
  - Connomyia Londt, 1992
  - Corymyia Londt, 1994
  - Creolestes Hull, 1962
  - Crobilocerus Loew, 1847
  - Cylicomera Lynch Arribálzaga, 1881
  - Cyrtopogon Loew, 1847
  - Cystoprosopa Hull, 1962
  - Danomyia Londt, 1993
  - Dapsilochaetus Hull, 1962
  - Daspletis Loew, 1859
  - Dasycyrton Philippi, 1865
  - Dasypecus Philippi, 1865
  - Dicranus Loew, 1851
  - Dioctobroma Hull, 1962
  - Dogonia Oldroyd, 1970
  - Empodiodes Oldroyd, 1972
  - Enigmomorphus Hermann, 1912
  - Eriopogon Loew, 1847
  - Eucyrtopogon Curran, 1923
  - Euthrixius Artigas, 1971
  - Galactopogon Engel, 1929
  - Gonioscelis Schiner, 1866
  - Grajahua Artigas & Papavero, 1991
  - Graptostylus Hull, 1962
  - Grypoctonus Speiser, 1928
  - Habropogon Loew, 1847
  - Hadrokolos Martin, 1959
  - Haroldia Londt, 1999
  - Harpagobroma Hull, 1962
  - Heteropogon Loew, 1847
  - Holopogon Loew, 1847
  - Hynirhynchus Lindner, 1955
  - Hypenetes Loew, 1858
  - Hystrichopogon Hermann, 1905
  - Illudium Richter, 1962
  - Iranopogon Timon-David, 1955
  - Irwinomyia Londt, 1994
  - Itolia Wilcox, 1936
  - Ivettea Artigas & Papavero, 1991
  - Jothopogon Becker, 1913
  - Leptochelina Artigas, 1970
  - Lithoeciscus Bezzi, 1927
  - Lonquimayus Artigas & Papavero, 1991
  - Lycostommyia Oldroyd, 1980
  - Macroetra Londt, 1994
  - Mecynopus Engel, 1925
  - Metapogon Coquillett, 1904
  - Microphontes Londt, 1994
  - Microstylum Macquart, 1838
  - Myelaphus Bigot, 1882
  - Nannocyrtopogon Wilcox & Martin, 1936
  - Neodioctria Ricardo, 1918
  - Neoholopogon Joseph & Parui, 1989
  - Neoscleropogon Malloch, 1928
  - Nerterhaptomenus Hardy, 1934
  - Nothopogon Artigas & Papavero, 1991
  - Obelophorus Schiner, 1868
  - Oldroydia Hull, 1956
  - Ontomyia Dikow & Londt, 2000
  - Oratostylum Ricardo, 1925
  - Ospriocerus Loew, 1866
  - Oxynoton Janssens, 1951
  - Palamopogon Bezzi, 1927
  - Pedomyia Londt, 1994
  - Phellus Walker, 1851
  - Plesiomma Macquart, 1838
  - Pritchardia Stuardo Ortiz, 1946
  - Pritchardomyia Wilcox, 1965
  - Prolepsis Walker, 1851
  - Psilozona Ricardo, 1912
  - Pycnomerinx Hull, 1962
  - Pycnopogon Loew, 1847
  - Raulcortesia Artigas & Papavero, 1991
  - Remotomyia Londt, 1983
  - Rhabdogaster Loew, 1858
  - Rhacholaemus Hermann, 1907
  - Scleropogon Loew, 1866
  - Scylaticina Artigas & Papavero, 1991
  - Scylaticodes Artigas & Papavero, 1991
  - Scylaticus Loew, 1858
  - Sintoria Hull, 1962
  - Sisyrnodytes Loew, 1856
  - Stenopogon Loew, 1847
  - Taperigna Artigas & Papavero, 1991
  - Teratopomyia Oldroyd, 1980
  - Tillobroma Hull, 1962
  - Trichoura Londt, 1994
  - Wilcoxia James, 1941
  - Willistonina Back, 1909
  - Zabrotica Hull, 1958
- Onderfamilie Stichopogoninae
  - Afganopogon Hradský, 1962
  - Argyropogon Artigas & Papavero, 1990
  - Clinopogon Bezzi, 1910
  - Eremodromus Zimin, 1928
  - Lasiopogon Loew, 1847
  - Lissoteles Bezzi, 1910
  - Oligopogon Loew, 1847
  - Rhadinus Loew, 1856
  - Stackelberginia Lehr, 1964
  - Stichopogon Loew, 1847
  - Townsendia Williston, 1895
- Onderfamilie Trigonomiminae
  - Bromleyus Hardy, 1944
  - Damalina Doleschall, 1858
  - Damalis Fabricius, 1805
  - Haplopogon Engel, 1930
  - Holcocephala Jaennicke, 1867
  - Meliponomima Artigas & Papavero, 1989
  - Orrhodops Hull, 1958
  - Rhipidocephala Hermann, 1926
  - Seabramyia Carrera, 1960
  - Tanatchivia Hradsky, 1983
  - Trigonomima Enderlein, 1914

## In Nederland voorkomende soorten
- Geslacht Antipalus
  - Antipalus varipes – Stomplijfroofvlieg
- Geslacht Asilus
  - Asilus crabroniformis – Hoornaarroofvlieg
- Geslacht Choerades
  - Choerades fulva – Gele stamjager
  - Choerades gilva – Rode dennenstamjager
  - Choerades ignea – Gouden dennenstamjager
  - Choerades marginata – Eikenstamjager
- Geslacht Dioctria
  - Dioctria atricapilla – Zwarte bladjager
  - Dioctria bicincta – Klompgeelvlekbladjager
  - Dioctria cothurnata – Glimmende bladjager
  - Dioctria hyalipennis – Gewone bladjager
  - Dioctria lateralis – Kleine geelvlekbladjager
  - Dioctria linearis – Bosgeelvlekbladjager
  - Dioctria longicornis – Langsprietbladjager
  - Dioctria oelandica – Zwartvlerkbladjager
  - Dioctria rufipes – Knobbelbladjager
  - Dioctria sudetica – Oostelijke knobbelbladjager
- Geslacht Dysmachus
  - Dysmachus picipes – Slanke borstelroofvlieg
  - Dysmachus trigonus – Borstelroofvlieg
- Geslacht Erax
  - Erax punctipennis – Gevlekte borstelroofvlieg
- Geslacht Eutolmus
  - Eutolmus rufibarbis – Roodbaardroofvlieg
- Geslacht Laphria
  - Laphria flava – Gele hommelroofvlieg
- Geslacht Lasiopogon
  - Lasiopogon cinctus – Vroege zandroofvlieg
- Geslacht Leptogaster
  - Leptogaster cylindrica – Grasjager
  - Leptogaster guttiventris – Schraalgrasjager
  - Leptogaster subtilis – Zuidelijke grasjager
- Geslacht Machimus
  - Machimus arthriticus – Stekelpootroofvlieg
  - Machimus atricapillus – Gewone roofvlieg
  - Machimus cingulatus – Ringpootroofvlieg
  - Machimus cowini – Donkere ringpootroofvlieg
  - Machimus rusticus – Roestbruine roofvlieg
  - Machimus setosulus – Kleine stekelpootroofvlieg
- Geslacht Molobratia
  - Molobratia teutonus – Langpootroofvlieg
- Geslacht Neoitamus
  - Neoitamus cothurnatus – Oostelijke bosrandroofvlieg
  - Neoitamus cyanurus – Bosrandroofvlieg
  - Neoitamus socius – Zuidelijke bosrandroofvlieg
- Geslacht Neomochtherus
  - Neomochtherus pallipes – Roodpootroofvlieg
- Geslacht Pamponerus
  - Pamponerus germanicus – Bruinvleugelroofvlieg
- Geslacht Paritamus
  - Paritamus geniculatus – Zwartdijroofvlieg
- Geslacht Philonicus
  - Philonicus albiceps – Zandroofvlieg
- Geslacht Rhadiurgus
  - Rhadiurgus variabilis – Zwartkoproofvlieg
- Geslacht Stichopogon
  - Stichopogon elegantulus – Elegante zandroofvlieg

## Afbeeldingen

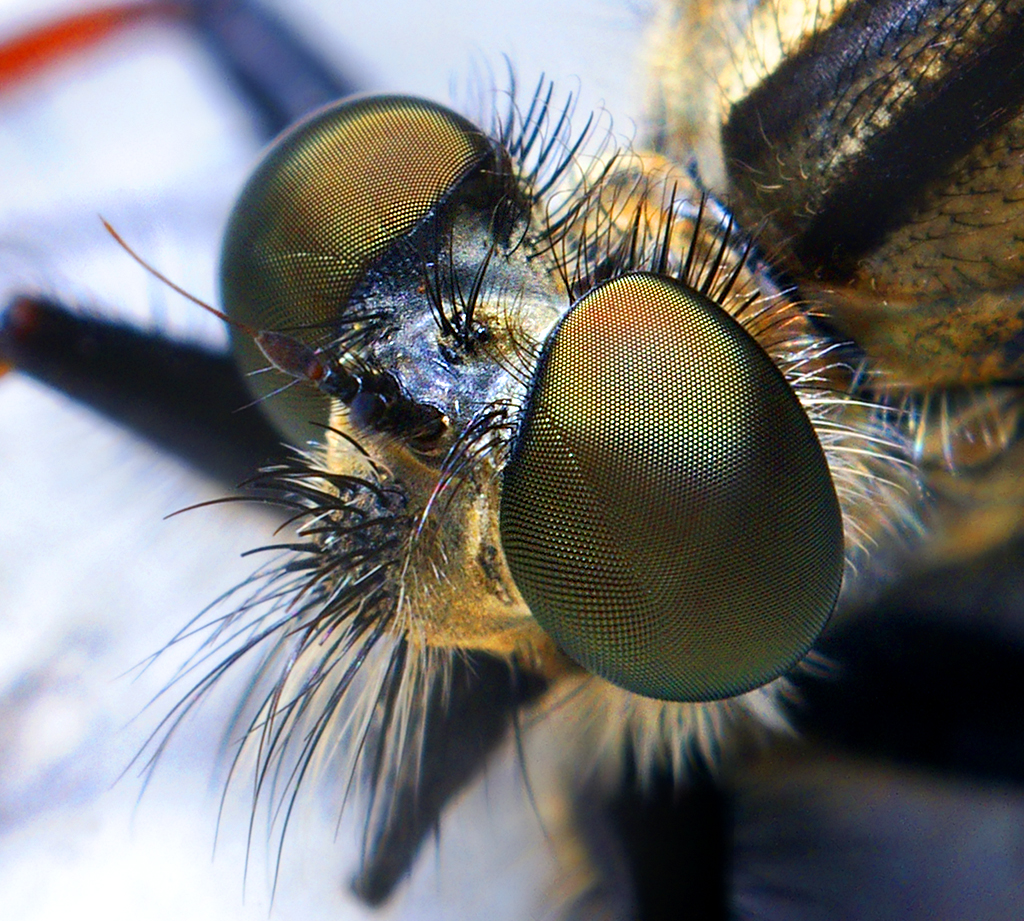
Kop van een grote Efferia aestuans
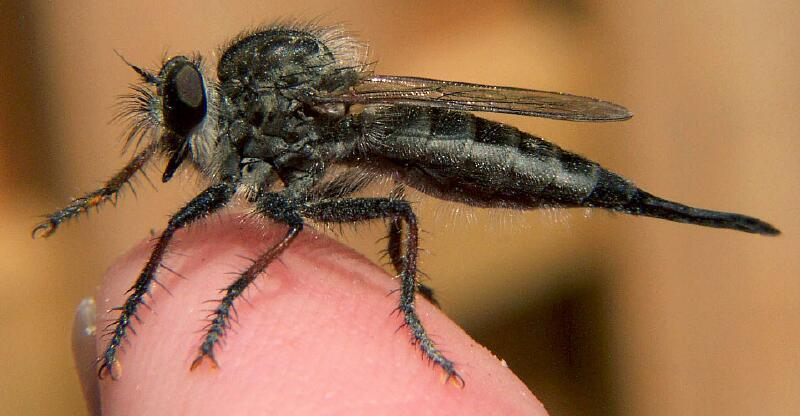
Efferia aestuans (vrouwtje)
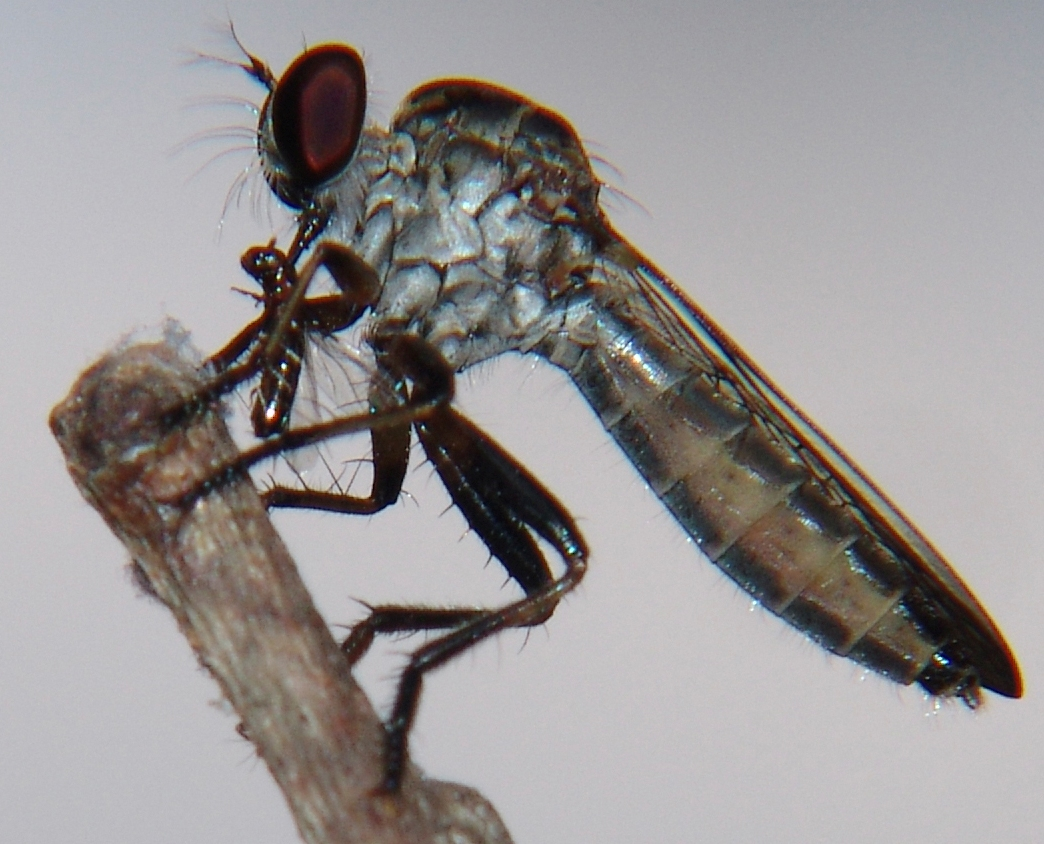
Roofvlieg
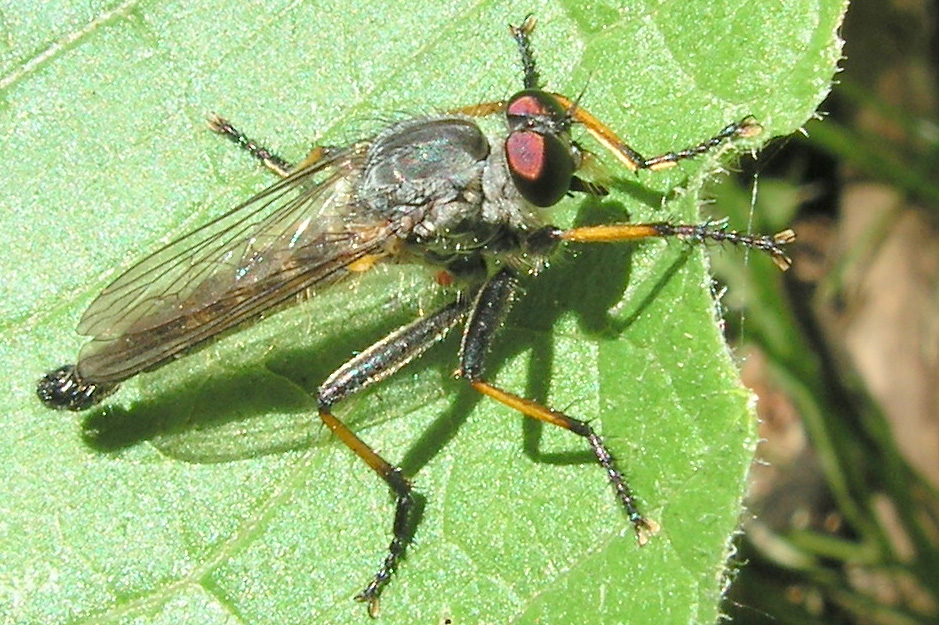
Neoitamus cyanurus
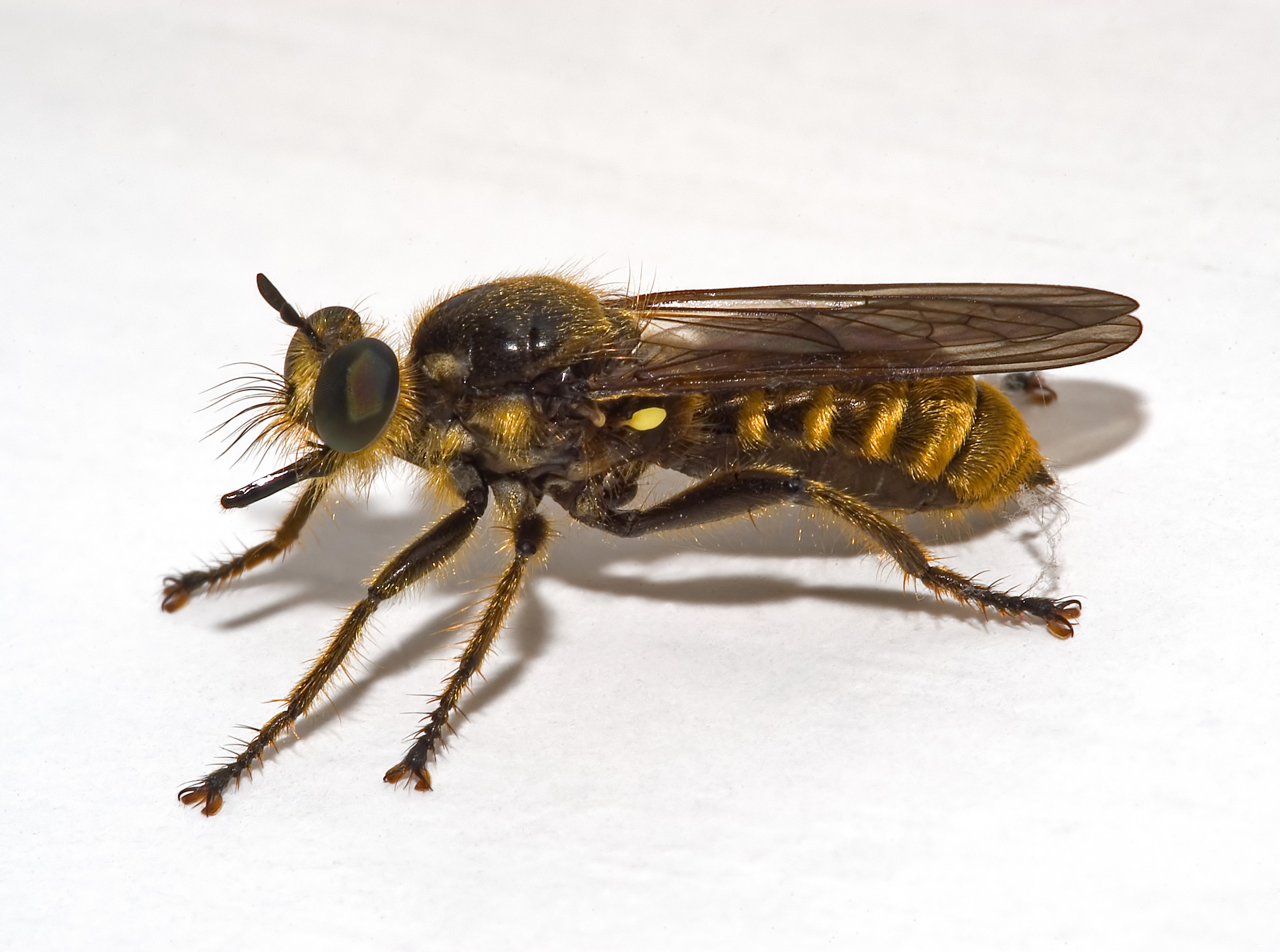
Choerades fimbriata
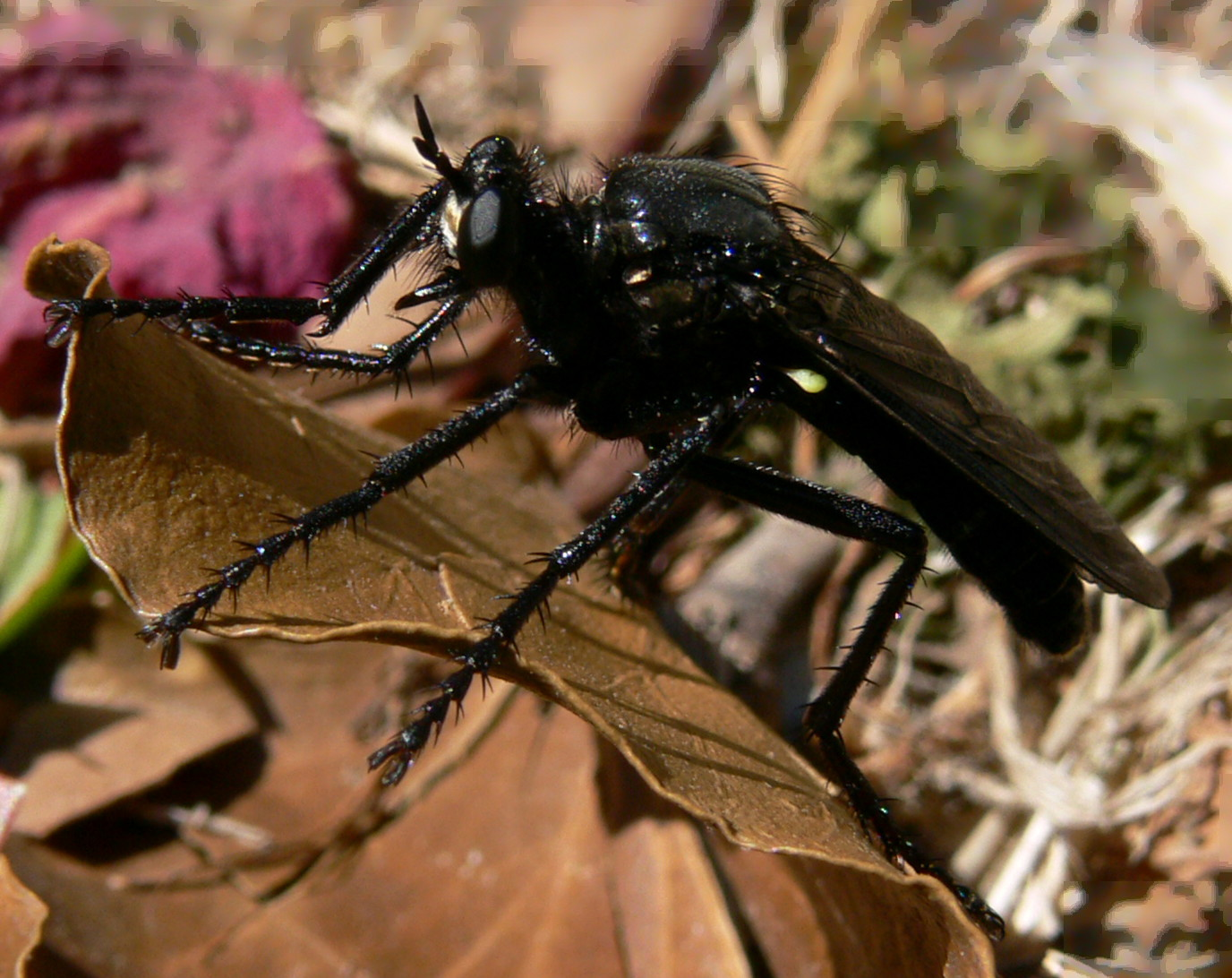
Dasypogon diadema
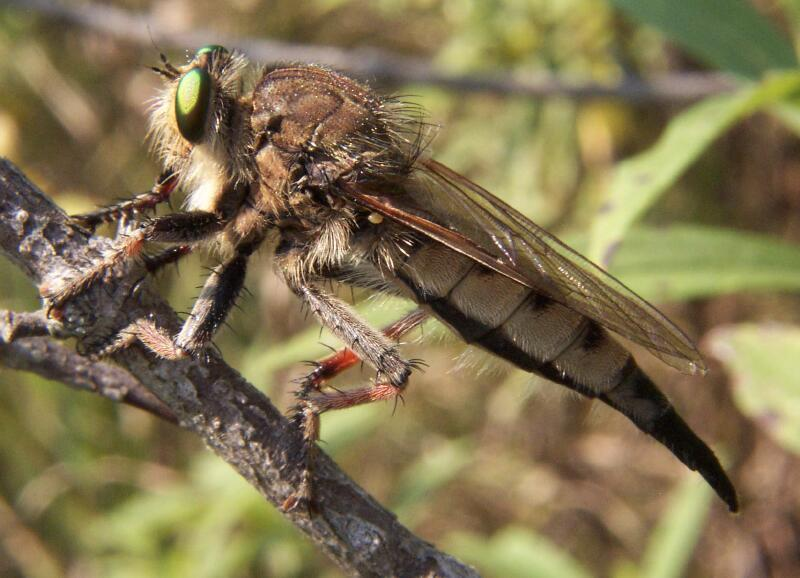
Promachus vertebratus